# Юджин Фама

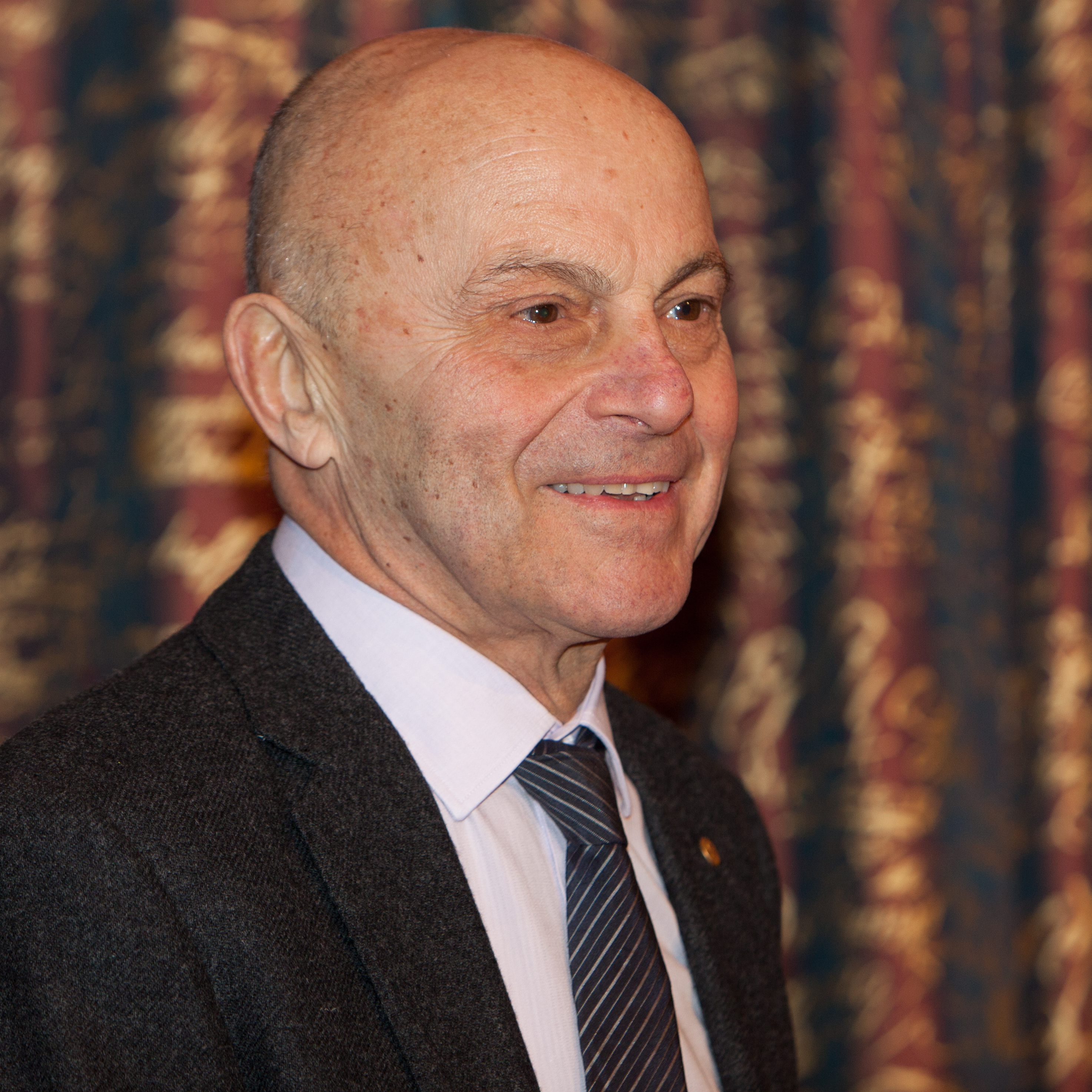
Юджин Фама на врученні Нобелівської премії (2013)

Юджин Фама (англ. Eugene F. Fama; * 14 лютого 1939, Бостон, США) — американський економіст, лауреат Нобелівської премії з економіки 2013 року. Автор гіпотези ефективного ринку, яка припускає, що вся суттєва інформація відразу і повністю відбивається на вартості цінних паперів.
Виріс в небагатому кварталі Бостона. Закінчив католицьку школу, навчався в університеті Тафтса (Медфорд, штат Массачусетс). Вибрав як основний предмет французьку мову, але, одружившись, змінив спеціалізацію на економіку. Працював науковим співробітником під керівництвом професора економіки Гаррі Ернеста, який вивчав динаміку цін на фондовому ринку.
В 1960 здобув ступінь бакалавра університету Тафтса; в 1963 — магістра ділового адміністрування, 1964 — доктора філософії Чиказького університету. З 1963 р. викладає в університеті Чикаго (професор з 1968). Входить до редколегії журналу «Фінансова економіка».
У 1965 р. сформулював принципи гіпотези ефективного ринку. У співавторстві з Кеннетом Френчем поліпшив результативність емпіричної моделі оцінки капітальних активів. Для цього він ввів у формулу два нових параметри: величину ринкової капіталізації і відношення ціни до балансової вартості.
Академік Американської академії мистецтв і наук (з 1989).